# Четвертня
Четвертня́ — село в Україні, у Луцькому районі (раніше Маневицькому районі) Волинської області. Входить до складу Колківської селищної громади. Населення становить 1311 осіб.

## Історія
Село Четвертня вперше згадується як місто наприкінці XIV ст. у «Списку міст руських ближніх і дальніх»(науковці датують його 70 — 90 рр XIV ст.). Дослідник В. Шульгач так пише про Четвертню: «Відоме з кінця XIV ст. : (похідне) „князъ алек(с)андро четвертенский“ (1387) „въ Четъверътни“ (1488)… похідне… від четверть».
Четвертня має давню й цікаву історію. Впродовж багатьох століть була родинним маєтком князів Четвертинських. На території села в урочищі «Дзідзінок» знаходиться давньоруське городище XII—XIII ст. , захищене глибокими ровами і валами. В XVI столітті внаслідок одруження дочки одного з Четвертинських з сином князя Збаразького Четвертня перейшла тимчасово у власність князів Збаразьких до 1608—1618 рр.. Потім вона знову стала власністю князів Четвертинських.
20 квітня 1571 року відбулася релокація Четвертні (підтвердження привілею на місто), згідно з якою було дозволено проводити в місті щотижневий торг і один ярмарок на рік. Так, місто Четвертня зафіксоване у 1572 році та поборовому реєстрі 1589 року. Відомі 6 документів XVI століття, де згадується Четвертня і її власники. Складений у Вільно 25 грудня 1552 року, документ свідчить про те, що «Кн. Богдана Четвертинська та її чоловік підскарбій Іван Андрійович дарують після смерті племіннику князя маршалку Петру Загоровському третю частину маєтків у Вишкові, Лукові, Четвертні, Навозі, Годомичах… на Волині».
Родина Четвертинських відзначалась своєю ревною обороною православ'я і щедрим меценатством. У 1437 році Олександр Четвертинський заснував у Четвертні Преображенський монастир. Сюди, на заклик Григорія Четвертинського, прибули зі своєю мандрівною друкарнею монахи Павло Домжив Люткович Телиця і Сильвестр. У цій друкарні в 1625 році був надрукований Псалтир з присвятою Григорію Четвертинському. Пізніше друкарня переїхала до Луцька. Окрасою села є церква Преображення Господнього, збудована в 1600—1604 роках, згідно тестаменту Анни Матвіївної Четвертинської її чоловіком Янушем Збаразьким.
У XVIII столітті, Четвертня знаходячись у власності шляхетської родини Гораїнів занепала і перетворилась на село. За описом 1798 року більша частина села була власністю князя Фелікса Четвертинського (39 дворів, 249 жителів). Під час інвентарної реформи 1847—1848 років у Четвертні налічувалось 199 ревізьких душ, 59 дворів.
Нині село нараховує близько 1300 чоловік, у ньому функціонують середня школа, бібліотека, будинок культури.
12 червня 2020 року, відповідно до розпорядження Кабінету Міністрів України № 708-р «Про визначення адміністративних центрів та затвердження територій територіальних громад Волинської області», село увійшло у склад Колківської селищної громади.
19 липня 2020 року, в результаті адміністративно-територіальної реформи та ліквідації  Маневицького району, село увійшло до складу новоутвореного Луцького району.

## Населення
Згідно з переписом УРСР 1989 року чисельність наявного населення села становила 1396 осіб, з яких 657 чоловіків та 739 жінок.
За переписом населення України 2001 року в селі мешкало 1311 осіб.

### Мова
Розподіл населення за рідною мовою за даними перепису 2001 року:
| Мова       | Відсоток |
| ---------- | -------- |
| українська | 99,77 %  |
| російська  | 0,15 %   |
| білоруська | 0,08 %   |

## Постаті
- Павленко Катерина Василівна — старший матрос Збройних Сил України, учасниця російсько-української війни.
- Харитонюк Віталій Ігорович — старший солдат Збройних сил України, учасник російсько-української війни.